# Stenocercus erythrogaster
Stenocercus erythrogaster là một loài thằn lằn trong họ Tropiduridae. Loài này được Hallowell mô tả khoa học đầu tiên năm 1856.